# Meiacanthus abruptus
Meiacanthus abruptus is een straalvinnige vissensoort uit de familie van de naakte slijmvissen (Blenniidae). De wetenschappelijke naam van de soort is voor het eerst geldig gepubliceerd in 2011 door Smith-Vaniz & Allen.